# Thule (meteoryt)
Thule – meteoryt żelazny z grupy IIIAB, znaleziony w 1955 roku w północno-zachodniej części Grenlandii w gminie Qaasuitsup. Meteoryt Thule jest jednym z czterech zatwierdzonych meteorytów znalezionych na Grenlandii. Obecnie dysponuje się ogólną masą 48,6 kg materii meteorytowej.